# Poa stapfiana
Poa stapfiana är en gräsart som beskrevs av Norman Loftus Bor. Poa stapfiana ingår i släktet gröen, och familjen gräs. Inga underarter finns listade i Catalogue of Life.